# Claus Peter Boyens
Claus Peter Boyens (* 15. Juli 1880 in Witzwort, Kreis Eiderstedt; † 21. Mai 1951) war ein deutscher Politiker der CDU.

## Leben und Beruf
Boyens war Landwirt von Beruf. Er war Vorsitzender des Landbundes für Lübeck, verlor dieses Amt aber 1932 an ein Mitglied der NSDAP. Boyens war verheiratet und hatte drei Kinder.
Nach dem Zweiten Weltkrieg war Boyens von 1945 bis 1946 Aufsichtsrat und von 1946 bis zu seinem Tod 1951 ehrenamtlicher Vorstand  der schleswig-holsteinischen landwirtschaftlichen Hauptgenossenschaft in Kiel. Boyens war auch Mitbegründer und Vorstandsmitglied der
Arbeitsgemeinschaft für zeitgemäßes Bauen e.V.
Sein Sohn, Wilhelm Friedrich Boyens, wurde 1946 Landesdirektor im Ernährungsministerium und 1949 zum Beauftragten für die Bodenreform ernannt, er verstarb am 30. Dezember 1955. W. F. Boyens hatte eine führende Stellung in der GFK (Gesellschaft zur Förderung der inneren Kolonisation) inne.

## Politik
In der Weimarer Republik war Boyens zunächst Mitglied der DNVP, verließ diese aber 1928 und beteiligte sich an der Gründung der Christlich-Nationalen Bauern- und Landvolkpartei. Danker und Lehmann-Himmel charakterisieren ihn, der nicht der NSDAP beitrat, in ihrer Studie über das Verhalten und die Einstellungen der Schleswig-Holsteinischen Landtagsabgeordneten und Regierungsmitglieder der Nachkriegszeit in der NS-Zeit als Angehörigen traditioneller Eliten als „politisch angepasst“.
Nach dem Zweiten Weltkrieg beteiligte er sich am Aufbau der CDU in Schleswig-Holstein. Boyens gehörte dem ersten (seit 11. April 1946) und dem zweiten von der Besatzungsmacht ernannten Schleswig-Holsteinischen Landtag an. Im zweiten ernannten Landtag war er erster Landtagsvizepräsident.

## Öffentliche Ämter
Von 1946 bis 1948 war Boyens Landrat im Kreis Eutin.